# Sopo Sorik (Kotanopan)
Sopo Sorik is een bestuurslaag in het regentschap Mandailing Natal van de provincie Noord-Sumatra, Indonesië. Sopo Sorik telt 22 inwoners (volkstelling 2010).